# ト゜
ト゚は、アイヌ語や中国語の表記に用いられた仮名の一つであり、トに半濁点と同形の点を付けた文字である。アイヌ語や中国語の音節 /tu/ を表すが、現代仮名遣いでは通常「トゥ」が用いられるため、現在の時点では一般的な表記ではない。

## ト゚に関わる諸事項
- 江戸時代の唐音資料には、半濁点と同形の点を仮名に付して中国語の発音を表現したものがあり、17世紀後半の資料では中国語の表記に「ト゜」を用いたものがある。また文化5年（1808年）に秦檍丸（村上島之丞）が著した『東蝦夷地名考』や、永田方正『北海道蝦夷語地名解』（1891年）のように、アイヌ語の表記に用いられた例もある。
- 文字コードでは、日本産業規格（JIS）のJIS X 0213の文字集合には「ト゚」の文字が 1 文字として単独の位置を与えられているが、Unicodeでは単独の位置がなく、半濁点との合字で表現する必要がある。
- 平仮名の「と゚（と゜）」はJIS X 0213には含まれないが、Unicodeでは上記の片仮名と同様に合字を利用する方法で表すことができる。